# Triepeolus junctus
Triepeolus junctus är en biart som beskrevs av Mitchell 1962. Triepeolus junctus ingår i släktet Triepeolus och familjen långtungebin. Inga underarter finns listade i Catalogue of Life.